# Euryischia
Euryischia is een geslacht van vliesvleugeligen uit de familie Aphelinidae. De wetenschappelijke naam van dit geslacht is voor het eerst geldig gepubliceerd in 1889 door Riley.

## Soorten
Het geslacht Euryischia omvat de volgende soorten:
- Euryischia indica Mani & Kurian, 1953
- Euryischia inopinata Masi, 1907
- Euryischia lestophoni Riley, 1889
- Euryischia leucopidis Silvestri, 1915
- Euryischia melancholica Girault, 1913
- Euryischia nigra Girault, 1913
- Euryischia nigrella Girault, 1913
- Euryischia psyllae Girault, 1930
- Euryischia sumneri Girault, 1913
- Euryischia unfasciatipennis Girault, 1915
- Euryischia unmaculata Girault, 1915
- Euryischia unmaculatipennis Girault, 1913
- Euryischia vertexalis Girault, 1930